# غاي ميتشيل
غاي ميتشيل (بالإنجليزية: Gay Mitchell)‏ هو سياسي أيرلندي، ولد في 30 ديسمبر 1951 في جمهورية أيرلندا. حزبياً، نشط في فاين جايل.

## مناصب
- في انتخابات البرلمان الأوروبي 2004، انتخب عضو في البرلمان الأوروبي عن دائرة دبلن [الإنجليزية]‏ لترشحه ضمن   قائمة فاين جايل، وقد انضم خلال فترته النيابية (20 يوليو 2004 – 30 يوليو 2009)  للكتلة البرلمانية الكتلة البرلمانية لحزب الشعب الأوروبي.
- في الانتخابات العمومية الإيرلندية 1981 [الإنجليزية]‏، انتخب نائب دييل عن دائرة دبلن الجنوبية المركزية [الإنجليزية]‏ وقد انضم خلال فترته النيابية ‏ (30 يونيو 1981 – 27 يناير 1982)  للكتلة البرلمانية فاين جايل.
- في الانتخابات العمومية الإيرلندية، فبراير 1982 [الإنجليزية]‏، انتخب نائب دييل عن دائرة دبلن الجنوبية المركزية [الإنجليزية]‏ وقد انضم خلال فترته النيابية ‏ (9 مارس 1982 – 4 نوفمبر 1982)  للكتلة البرلمانية فاين جايل.
- في الانتخابات العمومية الإيرلندية، نوفمبر 1982 [الإنجليزية]‏، انتخب نائب دييل عن دائرة دبلن الجنوبية المركزية [الإنجليزية]‏ وقد انضم خلال فترته النيابية ‏ (14 ديسمبر 1982 – 20 يناير 1987)  للكتلة البرلمانية فاين جايل.
- في الانتخابات العمومية الإيرلندية 1987 [الإنجليزية]‏، انتخب نائب دييل عن دائرة دبلن الجنوبية المركزية [الإنجليزية]‏ وقد انضم خلال فترته النيابية ‏ (10 مارس 1987 – 25 مايو 1989)  للكتلة البرلمانية فاين جايل.
- في الانتخابات العمومية الإيرلندية 1989 [الإنجليزية]‏، انتخب نائب دييل عن دائرة دبلن الجنوبية المركزية [الإنجليزية]‏ وقد انضم خلال فترته النيابية ‏ (29 يونيو 1989 – 5 نوفمبر 1992)  للكتلة البرلمانية فاين جايل.
- في الانتخابات العمومية الإيرلندية 1992 [الإنجليزية]‏، انتخب نائب دييل عن دائرة دبلن الجنوبية المركزية [الإنجليزية]‏ وقد انضم خلال فترته النيابية ‏ (14 ديسمبر 1992 – 15 مايو 1997)  للكتلة البرلمانية فاين جايل.
- في الانتخابات العمومية الإيرلندية 1997 [الإنجليزية]‏، انتخب نائب دييل عن دائرة دبلن الجنوبية المركزية [الإنجليزية]‏ وقد انضم خلال فترته النيابية ‏ (26 يونيو 1997 – 25 أبريل 2002)  للكتلة البرلمانية فاين جايل.
- في الانتخابات العمومية الإيرلندية 2002 [الإنجليزية]‏، انتخب نائب دييل عن دائرة دبلن الجنوبية المركزية [الإنجليزية]‏ وقد انضم خلال فترته النيابية ‏ (6 يونيو 2002 – 26 أبريل 2007)  للكتلة البرلمانية فاين جايل.
- انتخب وزير الدولة للشؤون الأوروبية (أيرلندا).
- في انتخابات البرلمان الأوروبي 2009، انتخب عضو في البرلمان الأوروبي عن دائرة دبلن [الإنجليزية]‏ لترشحه ضمن   قائمة فاين جايل، وقد انضم خلال فترته النيابية (14 يوليو 2009 – 1 يوليو 2014)  للكتلة البرلمانية الكتلة البرلمانية لحزب الشعب الأوروبي.

## وصلات خارجية
- الموقع الرسمي